# The Triumphs of Oriana
Les Triomphes d'Oriane

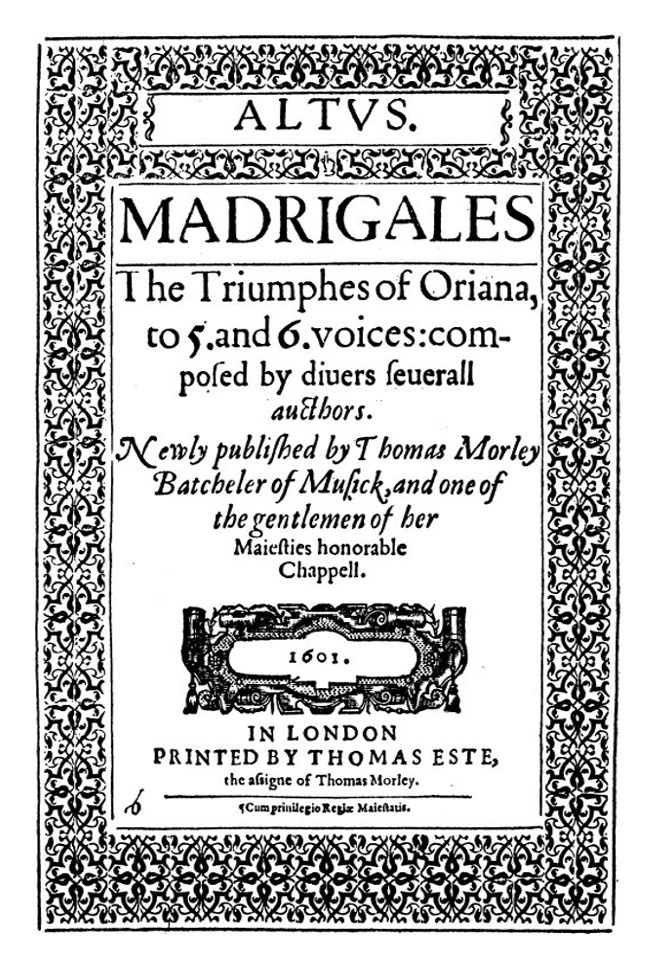
Page de titre de The Triumphs of Oriana, imprimé par Thomas East en 1601.

The Triumphs of Oriana est un recueil de madrigaux anglais, compilé et publié en 1601 par Thomas Morley dont la première édition compte 25 pièces de 23 compositeurs (Thomas Morley et Ellis Gibbons y ont deux madrigaux). Il passe pour avoir été fait en l'honneur de la reine Élisabeth Ire d'Angleterre. Chaque madrigal dans la collection contient à la fin le couplet suivant : Thus sang the shepherds and nymphs of Diana: long live fair Oriana (le nom « Oriana » étant souvent utilisé pour désigner la reine Élisabeth).
Récemment, l'attribution d'« Oriana » pour désigner Élisabeth a été remise en question. Une preuve a été présentée qu'« Oriana » fait référence à Anne de Danemark qui allait devenir reine d'Angleterre aux côtés de Jacques VI d'Écosse (plus tard Jacques Ier d'Angleterre) dans une première tentative apparemment non réussie d'éliminer Élisabeth afin de rétablir le catholicisme en Angleterre. Dans son ouvrage The English Madrigalists, Edmund Fellowes, l'un des plus éminents spécialistes de madrigaux des années 1940 a déclaré que cette théorie était erronée.

## Contenu
| ordre | compositeur       | pièce                                      |
| ----- | ----------------- | ------------------------------------------ |
| 1     | Michael East      | Hence Stars                                |
| 2     | Daniel Norcome    | With Angel's Face                          |
| 3     | John Munday       | Lightly she whipped o'er the dales         |
| 4     | Ellis Gibbons     | Long live fair Oriana                      |
| 5     | John Bennet       | All Creatures now are Merry‐minded         |
| 6     | John Hilton       | Fair Oriana, beauty's Queen                |
| 7     | George Marson     | The Nymphs and Shepherds danced            |
| 8     | Richard Carlton   | Calm was the Air                           |
| 9     | John Holmes       | Thus Bonnyboots                            |
| 10    | Richard Nicholson | Sing shepherds all                         |
| 11    | Thomas Tomkins    | The Fauns and Satyrs                       |
| 12    | Michael Cavendish | Come gentle Swains                         |
| 13    | William Cobbold   | With Wreaths of Rose and Laurel            |
| 14    | Thomas Morley     | Arise, awake                               |
| 15    | John Farmer       | Fair Nymphs                                |
| 16    | John Wilbye       | The Lady Oriana                            |
| 17    | Thomas Hunt       | Hark, did ye ever Hear so Sweet a Singing? |
| 18    | Thomas Weelkes    | As Vesta was from Latmos Hill descending   |
| 19    | John Milton       | Fair Orian                                 |
| 20    | Ellis Gibbons     | Round about her Chariot                    |
| 21    | George Kirbye     | With Angel's Face                          |
| 22    | Robert Jones      | Fair Oriana                                |
| 23    | John Lisley       | Fair Cytherea                              |
| 24    | Thomas Morley     | Hard by a Crystal Fountain                 |
| 25    | Edward Johnson    | Come blessed Bird                          |

## Chant choral en l'honneur de Sa Majesté la reine Victoria (1899)
En 1899, à l'instigation de Walter Parratt, maître de musique de la reine, 13 compositeurs britanniques ont présenté une édition limitée (100 exemplaires) d'une collection de chants intitulée chant choral en l'honneur de Sa Majesté la reine Victoria à l'occasion du 80e anniversaire de la souveraine.